# 徐鶴齡
徐鶴齡（1509年—？），字仁甫，號蓉石，浙江杭州府海寧縣人，軍籍，明朝政治人物。

## 生平
嘉靖十六年（1537年）丁酉科浙江鄉試第五十九名舉人，十七年（1538年）中式戊戌科會試第二百四十七名，三甲第一百九十二名進士。十八年十一月选授陝西道試監察御史，次年实授，巡视两淮盐政，二十三年（1544年）正月出為山東按察司僉事，剿灭汶上盗田斌及白莲妖僧惠金、杨惠、红罗女等，升本省沂兖道參議。巡按山东御史党承赐弹劾徐鹤龄与知州李时新污滥不职，而河道总督詹瀚則言二人可用，吏部认为巡按御史廉访宜真，二十六年（1547年）十二月勒令鹤龄、時新二人冠带闲住。时年近四十，尚未举子，而父母在堂，拂衣归里，治家訓子，三十余年而卒。

## 家族
曾祖徐慶；祖父徐蘭；父徐文卿，號慎斋，冠帶生員。母王氏。重庆下。弟徐鶴翔。